# Atarba (Atarbodes) fasciata
Atarba (Atarbodes) fasciata is een tweevleugelige uit de familie steltmuggen (Limoniidae). De soort komt voor in het Oriëntaals gebied.